# Fleerde (flatgebouw)

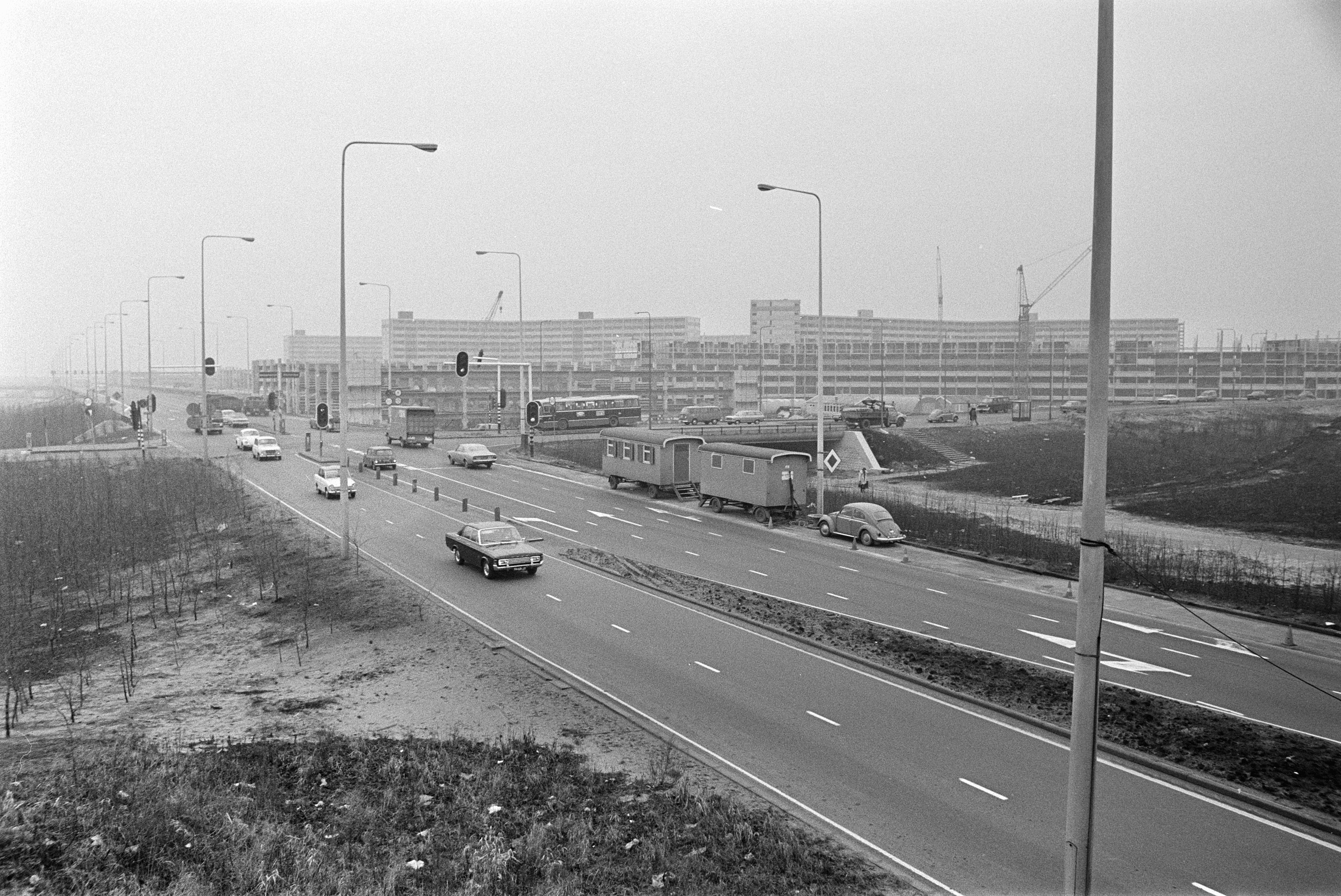
Fleerde in aanbouw

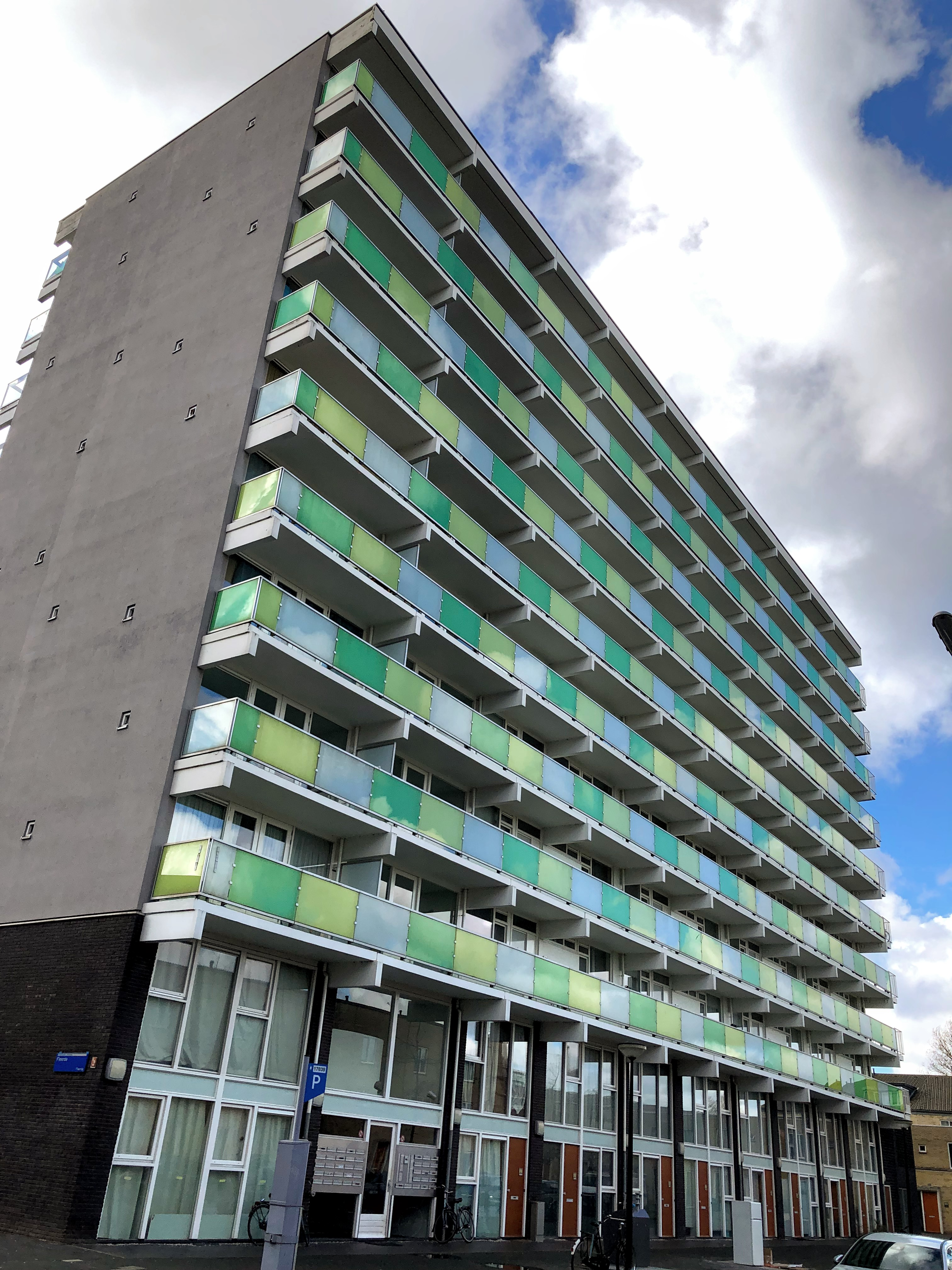
Fleerde na de renovatie, maart 2019

Fleerde is een flatgebouw in de wijk Bijlmermeer in stadsdeel Amsterdam-Zuidoost. De naam is ontleend aan een herenhuis in Bergharen (Gelderland). 

## Geschiedenis
Fleerde werd in 1970 opgeleverd als een van de honingraatvormige flats in de F-D buurt; met uitzondering van Florijn-Develstein bestonden deze uit een groot noordelijk en een klein zuidelijk gedeelte die via een loopbrug met elkaar waren verbonden. Met de hotelnummers 1-944 was Fleerde de kleinste F-flat.
Speciaal voor het vijfjarig jubileum van Fleerde in 1975 werden de pilaren van het grote gedeelte van de binnenstraat versierd met kunstwerken.
Vanaf de jaren 80 werd Fleerde geleidelijk opgeknapt met geschilderde gevels, extra liften in drie van de vijf portieken en afsluitbare deuren.
De gemeentelijke Dienst Volkshuisvesting evalueerde in 1987 het effect van miljoeneninvestering om de Bijlmermeer te verbeteren. De conclusie was … dat de hoogbouw niet zodanig valt op te knappen of in te richten dat er voldoende huurders zullen zijn om stabiele bewoning te garanderen. De gemeente stelde de Werkgroep Toekomst Bijlmermeer in. Deze legde in 1990 met het rapport "De Bijlmer blijft, veranderen" de basis voor de structurele vernieuwing van de Bijlmermeer vanaf 1992. Dit hield in dat veel flats moesten wijken voor laagbouw. Groot-Fleerde werd medio 1998 gesloopt, Klein-Fleerde volgde eind 1999; alleen het voorstuk (met liftportiek 1/A) bleef overeind staan en werd in de periode 2002-2004 gerenoveerd naar het voorbeeld van het gesplitste Florijn. Het fietspad aan balkonzijde werd vervangen door een parkeergarage die toegang biedt tot het trapportaal. Bij de vervangende woonruimte op het terrein van Groot-Fleerde is het profiel intact gebleven, zij het dat deze is overgeschreven op Florijn.

## In de media
- De tv-serie Vrouwenvleugel maakte voor het tweede seizoen (uitgezonden in 1994) buitenopnamen bij het fietspad aan de balkonzijde van Groot-Fleerde.
- Schrijver Murat Isik (1977) baseerde zijn roman Wees Onzichtbaar op zijn jeugdjaren in Fleerde.